# Un pont massa llunyà
Un pont massa llunyà (títol original en anglès A Bridge Too Far) és una pel·lícula britanico-estatunidenca dirigida per Richard Attenborough, estrenada el 1977 i doblada al català.

## Argument
El setembre de 1944, les forces britàniques i americanes reuneixen les seves forces per l'execució de l'operació Market Garden als Països Baixos, enviant 35.000 paracaigudistes a 500 km des de les bases aliades a Anglaterra i deixar-los caure 100 km per darrere de les línies enemigues, per prendre el control dels ponts en una acció llampec i mantenir-los en el seu poder fins a l'arribada de les unitats mecanitzades aliades. El pont d'Arnhem, que resulta ser massa llunyà, creua el Rin i la seva mida permetrà que puguin creuar-lo totes les tropes aliades en la seva marxa cap a Alemanya i envoltar les defenses alemanyes.
Els blindats britànics marxen per la carretera mentre que els comandos intenten unir-se amb els americans que mantenen el pont de Nimega. Les forces aliades tenen la desagradable sorpresa de descobrir un pont destruït pels alemanys, impedint el pas de les seves tropes. Mentrestant, un altre grup britànic és encerclat en el centre de la ciutat d'Arnhem i intenta fugir. Però els alemanys preveuen - contra l'opinió de Hitler - fer saltar el pont abans que de cedir-lo als aliats. Comença una batalla amb un final incert.

## Repartiment

### Aliats
| Actor             | Personatge                                                                       | Notes |
| ----------------- | -------------------------------------------------------------------------------- | --- |
| Dirk Bogarde      | Tinent General Frederick "Boy" Browning                                          | Comandant del I Cos Aerotransportat britànic |
| James Caan        | Staff Sergeant Eddie Dohun (basat en Charles Dohun)                              | Ordenança del capità LeGrand King "Legs" Johnson, 502 PIR 101a Divisió Aerotransportada                                                                                |
| Michael Caine     | Tinent Coronel J.O.E. Vandeleur                                                  | Comandant del 3r batalló, The Irish Guards, The Guards Armoured Division, XXX Cos, Exèrcit Britànic                                                                    |
| Michael Byrne     | Tinent Coronel Giles Vandeleur                                                   | comandant del 2n Batalló (cuirassat), The Irish Guards, British Guards Armoured Division.                                                                              |
| Sean Connery      | Major General Roy Urquhart                                                       | Comandant de la 1a Divisió Aerotransportada britànica |
| Edward Fox        | Tinent General Brian Horrocks                                                    | Comandant del XXX Cos, Segon Exèrcit |
| Elliott Gould     | Coronel Robert Stout basat en Robert Sink)                                       | CO, 506è PIR, 101a Aerotransportada |
| Gene Hackman      | Major General Stanisław Sosabowski,                                              | CO, 1a Brigada Paracaigudista Independent, Forces Armades Poloneses |
| Anthony Hopkins   | Tinent Coronel John Frost                                                        | CO, 2n Batalló Paracaigudista, 1a Brigada Paracaigudista, 1a Divisió Aerotransportada britànica al pont d'Arnhem                                                       |
| Ryan O'Neal       | Brigadier General James Gavin                                                    | CO, 82a Divisió Aerotransportada al pont sobre el riu Maas a Grave, després al canal Maas-Waal i al pont sobre el Waal a Nimega                                        |
| Robert Redford    | Maj. Julian Cook                                                                 | CO, 3r Batalló, 504rt PIR, 82a Aerotransportada, assaltà els ponts clau sobre el Canal Maas-Waal i la travessa del riu Waal.                                           |
| Denholm Elliott   | Oficial de meteorologia de la Royal Air Force                                    | fictici |
| Peter Faber       | Capt. Arie D. "Harry" Bestebreurtje                                              | Oficial d'enllaç a la 82a Divisió, Oficina de Serveis Estratègics, Reial Exèrcit Neerlandès.                                                                           |
| Christopher Good  | Maj. Carlyle (basat en Maj. Allison Digby Tatham-Warter)                         | CO, Companyia A, 2n Batalló Paracaigudista, 1a Brigada Paracaigudista, Arnhem, Exèrcit britànic                                                                        |
| Frank Grimes      | Maj. Fuller (basat en Brian Urquhart)                                            | Oficial d'Intel·ligència G-2 del 1r Cos Aerotransportat, Quarter General britànic a Moor Park Golf Club, Hertfordshire, Anglaterra                                     |
| Jeremy Kemp       | Oficial de la RAF                                                                | |
| Nicholas Campbell | Capt. Glass (basat en Captain LeGrand King "Legs" Johnson)                       | CO, Companyia F, 2n Batalló, 502PIR, |
| Paul Copley       | Pte Wicks                                                                        | ordenança del Tinent Coronel Frots, CO, 2n Batalló Paracaigudista, Exèrcit britànic                                                                                    |
| Donald Douglas    | Brigadier Gerald Lathbury                                                        | CO, 1a Brigada Paracaigudista, Exèrcit britànic a Arnhem. Ferit i breument paralític, Lathbury aconseguí recuperar-se completament i escapà durant l'operació Pegasus. |
| Keith Drinkel     | Tinent Cornish (basat en el Capità Eric Mackay, 9è Esquadró Paracaigudista R.E.) | 1a Divisió Aerotransportada |
| Colin Farrell     | Caporal Hancock                                                                  | 1a Divisió Aerotransportada, ordenança del general Urquart |

### Alemanys
| Actor             | Personatge                                                         | Notes                                                                        |
| ----------------- | ------------------------------------------------------------------ | ---------------------------------------------------------------------------- |
| Hardy Krüger      | SS-Brigadeführer Ludwig (basat en Heinz Harmel i en Walter Harzer) | Heinz Harmel no volia que el seu nom aparegués a la pel·lícula.              |
| Maximilian Schell | SS-Obergruppenführer Wilhelm Bittrich                              | Comandant del II SS Panzerkorps.                                             |
| Wolfgang Preiss   | Generalfeldmarschall Gerd von Rundstedt                            | OB Oest                                                                      |
| Walter Kohut      | Generalfeldmarschall Walter Model                                  | Grup d'Exèrcits B                                                            |
| Hartmut Becker    | Centinella alemany                                                 |                                                                              |
| Hans von Borsody  | General der Infanterie Günther Blumentritt                         |                                                                              |
| Lex van Delden    | SS-Oberscharführer Matthias                                        | Aide de Bittrich.                                                            |
| Fred Williams     | SS-Hauptsturmführer Viktor Eberhard Gräbner                        | Comandant del grup de reconeixement de la 9a Divisió Panzer SS Hohenstaufen. |

### Neerlandesos
| Actor                        | Personatge                        |
| ---------------------------- | --------------------------------- |
| Laurence Olivier             | Dr. Jan Spaander                  |
| Liv Ullmann                  | Kate ter Horst                    |
| Siem Vroom                   | Cap de la Resistència             |
| Erik van 't Wout             | Fill del cap de la Resistència    |
| Marlies van Alcmaer          | Esposa del cap de la Resistència  |
| Mary Smithuysen              | Vella dama neerlandesa            |
| Hans Croiset                 | Fill de la vella dama neerlandesa |
| Josephine Peeper             | Cambrera del cafè                 |
| Erik Chitty                  | Organista                         |
| Richard Attenborough (cameo) | Boig que porta ulleres            |
| Albert van der Harst         | Metge                             |

- Dirk Bogarde: Tinent General Frederick 'Boy' Browning
- James Caan: Sergent Eddie Dohun
- Michael Caine: Tinent Coronel J.O.E. Vandeleur
- Sean Connery: Robert Urquhart
- Edward Fox: Tinent General Brian Horrocks
- Elliott Gould: Coronel Robert Stout
- Gene Hackman: Major General Stanislaw Sosabowski
- Anthony Hopkins: John Frost
- Hardy Krüger: Major General Ludwig
- Ryan O'Neal: General de brigada James M. Gavin
- Laurence Olivier: Dr. Jan Spaander
- Robert Redford: Major Julian Cook
- Maximilian Schell: Wilhelm Bittrich
- Liv Ullmann: Kate Ter Horst
- Denholm Elliott: oficial metereologia RAF
- Peter Faber: Capità Harry Bestebreurtje
- Christopher Good: Major Carlyle
- Frank Grimes: Major Fuller
- Jeremy Kemp: oficial RAF

## Al voltant de la pel·lícula
- El rodatge de l'assalt estatunidenc sobre el pont de Nimega va rebre el malnom de "l'Hora del Milió de Dòlars". A causa del dens tràfic, només es podia rodar entre les 8 i les 9 del matí del 3 d'octubre de 1976. Si no s'hagués pogut completar l'escena, s'hagués hagut de reprogamar amb un cost, incloent les hores extres de Redford, d'un mínim d'un milió de dòlars. Per aquest motiu, Attenborough insistí que tots els actors que fessin de cadàvers mantinguessin els ulls tancats.
- Edward Fox coneixia al general Horrocks d'abans de treballar a la pel·lícula, i el considerava un amic; així doncs, va preocupar-se molt d'interpretar-lo acuradament. Anys després, declararia que el seu retrat de Horrocks era la seva interpretació cinematogràfica favorita.[11]
- Roger Moore va ser el primer triat per interpretar a Horrocks, però les obligacions contractuals amb 007: L'espia que em va estimar van fer que no hi pogués participar.
- Sean Connery inicialment rebutjà participar-hi, car pensava que donaria glamour a un desastre militar, però canvià d'opinió després de veure el guió acabat.
- Robert De Niro va refusar un paper en aquesta pel·lícula per interpretar Taxi Driver per un sou 5 vegades menys important.[12]
- Tot i que Maximilian Schell parlava anglès de manera fluida, seguí fidel al seu personatge del general Bittrich i només parlà alemany.
- Steve McQueen inicialment havia d'interpretar al major Julian Cook; però declinà a causa que només volia aparèixer en papers protagonistes i no en projectes de reunió d'estrelles.
- Audrey Hepburn, que vivia als Països Baixos durant Market Garden va ser la primera elecció per interpretar a "Kate Ter Horst", però declinà a causa del baix salari.
- Segons la versió en DVD, el general Urquhart no sabia qui era Sean Connery o perquè les seves filles estaven tan excitades pel fet que havia estat l'escollit per interpretar al seu pare a la pel·lícula. Richard Attenborough el trià perquè se semblava molt al jove Urqhart.
- Michael Caine es queixa que el director Richard Attenborough no li havia dit que diversos tancs que havia darrere del seu cotxe explotarien, de manera que Caine se sorprengué veritablement durant el rodatge.
- El compositor John Addison va participar en l'operació com a membre del XXX Cos
- Els crítics de cinema van lamentar que el productor Joseph E. Levine triés a Ryan O'Neal, amb només 36 anys, perquè interpretés un general de l'exèrcit. Curiosament, en realitat el brigadier general James Gavin tenia 37 anys en el moment de la batalla, sent promogut poc després a major general, amb només 37 anys i sent el més jove en obtenir aquest rang.
- A Bridge Too Far va ser la primera pel·lícula en la que els actors van haver de passar per un campament militar abans del rodatge.
- Denholm Elliot apareix breument com a oficial de la RAF; on serví durant la II Guerra Mundial.
- Charles Bronson va ser seriosament considerat pel paper del general Sosabowski.

## Premis i nominacions

### Premis
- Premiat el 1978 als BAFTA per la música de John Addison, per la fotografia de Geoffrey Unsworth, la banda sonora de Peter Horrocks, Gerry Humphreys, Simon Kaye, Robin O'Donoghue i Les Wiggins,i el millor paper secundari d'Edward Fox.

### Nominacions
- BAFTA a la millor direcció de Richard Attenborough, el muntatge d'Antony Gibbs, per la millor pel·lícula, i pel millor disseny de producció de Terence Marsh.